# Championnat de Russie de hockey sur glace
 (octobre 2023).
Les normes d'accessibilité du Web doivent être respectées sur les articles liés au hockey sur glace.
Les articles possédant ce bandeau sont listés dans la catégorie:Article hockey sur glace non accessible.
Les points d'amélioration suivants sont les cas les plus fréquents :
- Tableaux de données : utiliser les modèles préformatés déjà disponibles ou consulter l'aide ;
- Listes à puces : les listes à puces sont créées grâces aux astérisques. Il ne doit pas y avoir de ligne vide entre deux astérisques ;
- Langue : tout changement de langue doit être signalé grâce au modèle {{langue}} ou au paramètrelangue=quand le modèle {{Lien web}} est utilisé dans les références ;
- Alternative textuelle : toute image doit être accompagnée d'une description sommaire (à ne pas confondre avec la légende).

Voir aussi Wikipédia:Atelier accessibilité/Bonnes pratiques.
Nota : ce bandeau ne concerne pas les problèmes d'accessibilité dus aux modèles utilisés.
Pour les articles homonymes, voir Royal Society of Literature et Superliga.
La Superliga était la première division de la ligue professionnelle de hockey sur glace en Russie de 1996 à 2008. Elle était souvent considérée comme le meilleur championnat de hockey sur glace, après la Ligue nationale de hockey nord-américaine selon la fédération internationale. En 2008, elle est remplacée par la Ligue continentale de hockey.

## Historique
Les origines de la Superliga remonte à l'ancienne ligue soviétique fondée en 1946. L'ère soviétique a vu la domination du HK CSKA Moscou, affilié à l'armée rouge, qui a remporté 32 des 45 titres.
La ligue soviétique s'arrête avec l'effondrement de l'Union soviétique en 1991. Après avoir reçu plusieurs dénominations différentes dont la MHL, la ligue a été finalement rebaptisée Superliga en 1996. La Superliga ne constitue qu'une partie de la ligue professionnelle de hockey sur glace en Russie, qui est composée de deux divisions, la seconde étant la Vyschaïa Liga.
La saison 2007-2008 est sa dernière. En effet, elle est remplacée par la Ligue continentale de hockey également appelée par son acronyme : KHL – Kontinentalnaïa Hokkeïnaïa Liga. Pour sa première saison, elle compte vingt-quatre équipes dont une du Kazakhstan, une de Lettonie et une de Biélorussie.

## Palmarès

### Liste des vainqueurs du championnat
- 1996-1997 - Lada Togliatti
- 1997-1998 - Ak Bars Kazan

Ancien logo de la ligue

- 1998-1999 - Metallourg Magnitogorsk
- 1999-2000 - Dinamo Moscou
- 2000-2001 - Metallourg Magnitogorsk
- 2001-2002 - Lokomotiv Iaroslavl
- 2002-2003 - Lokomotiv Iaroslavl
- 2003-2004 - Avangard Omsk
- 2004-2005 - Dinamo Moscou
- 2005-2006 - Ak Bars Kazan
- 2006-2007 - Metallourg Magnitogorsk
- 2007-2008 - Salavat Ioulaïev Oufa

### Liste des vainqueurs de la Coupe MHL
| Saison | Vainqueur               | Vice-champion           | Score   |
| ------ | ----------------------- | ----------------------- | ------- |
| 1997   | Torpedo Iaroslavl       | Lada Togliatti          | 3-0 (*) |
| 1998   | Metallourg Magnitogorsk | Dinamo Moscou           | 3-1 (*) |
| 1999   | Metallourg Magnitogorsk | Dinamo Moscou           | 4-2     |
| 2000   | HK Dinamo Moscou        | Ak Bars Kazan           | 4-1     |
| 2001   | Metallourg Magnitogorsk | Avangard Omsk           | 4-2     |
| 2002   | Lokomotiv Iaroslavl     | Ak Bars Kazan           | 3-0     |
| 2003   | Lokomotiv Iaroslavl     | Severstal Tcherepovets  | 3-1     |
| 2004   | Avangard Omsk           | Metallourg Magnitogorsk | 3-2     |
| 2005   | Dinamo Moscou           | Lada Togliatti          | 3-0     |
| 2006   | Ak Bars Kazan           | Avangard Omsk           | 3-0     |
| 2007   | Metallourg Magnitogorsk | Ak Bars Kazan           | 3-2     |
| 2008   | Salavat Ioulaïev Oufa   | Lokomotiv Iaroslavl     | 3-2     |

(*) Le champion de Russie étant déterminé à l'issue de la saison régulière, les séries éliminatoires servent de support à un second trophée, la Coupe MHL.

## Trophées collectifs

### Meilleur club
Ce trophée est remis au club possédant les meilleurs résultats cumulés de son équipe engagée en championnat élite, de son équipe réserve, de ses équipes jeunes ainsi que le nombre de joueurs sélectionnés dans les équipes nationales.
| Saison    | Club                    |
| --------- | ----------------------- |
| 2005-2006 | Metallourg Magnitogorsk |
| 2004-2005 | Lokomotiv Iaroslavl     |
| 2003-2004 | Metallourg Magnitogorsk |
| 2002-2003 | Lokomotiv Iaroslavl     |
| 2001-2002 | Lokomotiv Iaroslavl     |
| 2000-2001 | Metallourg Magnitogorsk |
| 1999-2000 | Metallourg Magnitogorsk |
| 1998-1999 | Avangard Omsk           |
| 1997-1998 | Torpedo Iaroslavl       |

### Trophée Vsevolod Bobrov
Ce trophée est remis à l'équipe ayant inscrit le plus de but en saison régulière et séries éliminatoires. Il est nommé en l'honneur de Vsevolod Bobrov.
| Saison    | Équipe                  | But |
| --------- | ----------------------- | --- |
| 2005-2006 | Metallourg Magnitogorsk | 208 |
| 2004-2005 | HK Dinamo Moscou        | 211 |
| 2003-2004 | Metallourg Magnitogorsk | 206 |
| 2002-2003 | Lokomotiv Iaroslavl     | 192 |
| 2001-2002 | Lokomotiv Iaroslavl     | 195 |
| 2000-2001 | Metallourg Magnitogorsk | 205 |
| 1999-2000 | Ak Bars Kazan           | 144 |
| 1998-1999 | Metallourg Magnitogorsk | 180 |
| 1997-1998 | Metallourg Magnitogorsk | 173 |
| 1996-1997 | Lada Togliatti          | 185 |
| 1995-1996 | Lada Togliatti          | 212 |
| 1994-1995 | Metallourg Magnitogorsk | 260 |
| 1993-1994 | HK Dinamo Moscou        | 197 |
| 1992-1993 | Lada Togliatti          | 190 |
| 1991-1992 | HK Dinamo Moscou        | 179 |

## Trophées individuels

### Meilleur joueur
Prix de la crosse d'or.
| Saison    | Joueur                                      | Équipe                                                |
| --------- | ------------------------------------------- | ----------------------------------------------------- |
| 2005-2006 | Alekseï Morozov                             | Ak Bars Kazan                                         |
| 2004-2005 | Pavel Datsiouk                              | HK Dinamo Moscou                                      |
| 2003-2004 | Oleg Tverdovski                             | Avangard Omsk                                         |
| 2002-2003 | Andreï Kovalenko                            | Lokomotiv Iaroslavl                                   |
| 2001-2002 | Andreï Kovalenko                            | Lokomotiv Iaroslavl                                   |
| 2000-2001 | Andreï Razine                               | Metallourg Magnitogorsk                               |
| 1999-2000 | Andreï Markov                               | HK Dinamo Moscou                                      |
| 1998-1999 | Ievgueni Korechkov                          | Metallourg Magnitogorsk                               |
| 1997-1998 | Andreï Tarassenko                           | Lada Togliatti                                        |
| 1996-1997 | Ievgueni Korechkov                          | Metallourg Magnitogorsk                               |
| 1995-1996 | Iouri Leonov Raïl Mouftiev                  | HK Dinamo Moscou Salavat Ioulaïev Oufa                |
| 1994-1995 | Ievgueni Nabokov Oleg Belov Dmitri Denissov | HK Dinamo Moscou HK CSKA Moscou Salavat Ioulaïev Oufa |
| 1993-1994 | Andreï Nikolichine                          | HK Dinamo Moscou                                      |

### Défenseur le plus prolifique
Ce trophée est décerné au défenseur inscrivant le plus de points durant la saison.
| Saison    | Joueur              | Équipe                  |
| --------- | ------------------- | ----------------------- |
| 2005-2006 | Dmitri Iouchkevitch | Metallourg Magnitogorsk |
| 2004-2005 | Dmitri Iouchkevitch | Severstal Tcherepovets  |
| 2003-2004 | Oleg Tverdovski     | Avangard Omsk           |
| 2002-2003 | Aleksandr Gouskov   | Lokomotiv Iaroslavl     |
| 2001-2002 | Sergueï Klimentiev  | Metallourg Magnitogorsk |
| 2000-2001 | Oleg Chargorodski   | Avangard Omsk           |
| 1999-2000 | Andreï Markov       | HK Dinamo Moscou        |
| 1998-1999 | Aleksandr Ioudine   | Molot Perm              |
| 1997-1998 | Vladimir Antipine   | Metallourg Magnitogorsk |
| 1996-1997 | Vadim Glovatski     | Metallourg Magnitogorsk |
| 1995-1996 | Dmitri Krassotkine  | Torpedo Iaroslavl       |
| 1994-1995 | Valeri Nikouline    | Traktor Tcheliabinsk    |
| 1993-1994 | Aleksandr Ioudine   | HK Dinamo Moscou        |
| 1992-1993 | Denis Tsygourov     | Lada Togliatti          |
| 1991-1992 | Dmitri Mironov      | Krylia Sovetov          |

### Équipe type
Le casque d'or est remis aux six meilleurs joueurs de la saison. Il est accordé à un gardien de but, deux défenseurs et trois attaquants.
| Saison    | Gardien de but                            | Défenseurs                                                                             | Attaquants |
| --------- | ----------------------------------------- | -------------------------------------------------------------------------------------- | --- |
| 2005-2006 | Fred Brathwaite (Ak Bars Kazan)           | Kirill Koltsov (Avangard Omsk)- Dmitri Iouchkevitch (Metallourg Magnitogorsk)          | Ievgueni Malkine (Metallourg Magnitogorsk) - Alekseï Morozov (Ak Bars Kazan) - Sergueï Moziakine (CSKA Moscou)                          |
| 2004-2005 | Vitali Ieremeïev (Dinamo Moscou)          | Andreï Markov (Dinamo Moscou) - Karel Rachunek (Lokomotiv Iaroslavl)                   | Jaromír Jágr (Avangard Omsk)- Pavel Datsiouk (Dinamo Moscou) - Viktor Kozlov (Lada Togliatti)                                           |
| 2003-2004 | Maksim Sokolov (Avangard Omsk)            | Oleg Tverdovski (Avangard Omsk) - Andreï Sokolov (Metallourg Magnitogorsk)             | Maksim Souchinski (Avangard Omsk) - Aleksandr Prokopiev (Avangard Omsk) - Aleksandr Ovetchkine (Dinamo Moscou)                          |
| 2002-2003 | Maksim Mikhaïlovski (Lada Togliatti)      | Sergueï Goussev (Severstal Tcherepovets) - Vassili Tourkovski (Severstal Tcherepovets) | Igor Grigorenko (Lada Togliatti) - Vadim Iepantchintsev (Severstal Tcherepovets) - Andreï Kovalenko (Lokomotiv Iaroslavl)               |
| 2001-2002 | Iegor Podomatski (Lokomotiv Iaroslavl)    | Dmitri Riabykine (Avangard Omsk) - Aleksandr Jdan (Ak Bars Kazan)                      | Andreï Kovalenko (Lokomotiv Iaroslavl) - Andreï Razine (Metallourg Magnitogorsk) - Maksim Souchinski (Avangard Omsk)                    |
| 2000-2001 | Vadim Tarassov (Metallourg Novokouznetsk) | Dmitri Krassotkine (Lokomotiv Iaroslavl) - Oleg Chargorodski (Avangard Omsk)           | Aleksandr Golts (Metallourg Magnitogorsk) - Andreï Razine (Metallourg Magnitogorsk) - Ravil Gousmanov (Metallourg Magnitogorsk)         |
| 1999-2000 | Vitali Ieremeïev (Dinamo Moscou)          | Andreï Markov (Dinamo Moscou) - Alekseï Trochtchinski (Dinamo Moscou)                  | Aleksandr Kharitonov (Dinamo Moscou) - Ievgueni Korechkov (Metallourg Magnitogorsk) - Maksim Souchinski (Avangard Omsk)                 |
| 1998-1999 | Vadim Tarassov (Metallourg Novokouznetsk) | Andreï Markov (Dinamo Moscou) - Vladimir Antipine (Metallourg Magnitogorsk)            | Maksim Afinoguenov (Dinamo Moscou) - Ievgueni Korechkov (Metallourg Magnitogorsk) - Sergueï Petrenko (hockey sur glace) (Dinamo Moscou) |
| 1997-1998 | Iegor Podomatski (Torpedo Iaroslavl)      | Dmitri Krassotkine (Torpedo Iaroslavl) - Vladimir Antipine (Metallourg Magnitogorsk)   | Andreï Tarassenko (Lada Togliatti) - Alekseï Tchoupine (Ak Bars Kazan) - Vitali Prokhorov (Spartak Moscou)                              |
| 1996-1997 | Iegor Podomatski (Torpedo Iaroslavl)      | Dmitri Krassotkine (Torpedo Iaroslavl) - Andreï Ziouzine (Salavat Ioulaïev Oufa)       | Ievgueni Korechkov (Metallourg Magnitogorsk) - Andreï Skabelka (Torpedo Iaroslavl) - Iouri Zlov (Lada Togliatti)                        |

### Meilleure ligne
Le prix des trois marqueurs récompense la ligne offensive la plus productive.
| Saison    | Joueur                                                          | Équipe                  |
| --------- | --------------------------------------------------------------- | ----------------------- |
| 2005-2006 | Alekseï Morozov - Sergueï Zinoviev - Danis Zaripov              | Ak Bars Kazan           |
| 2004-2005 | Maksim Souchinski - Aleksandr Prokopiev - Dmitri Zatonski       | Avangard Omsk           |
| 2003-2004 | Maksim Souchinski - Aleksandr Prokopiev - Dmitri Zatonski       | Avangard Omsk           |
| 2002-2003 | Martin Procházka - Pavel Patera - Tomáš Vlasák                  | Avangard Omsk           |
| 2001-2002 | Maksim Souchinski - Aleksandr Prokopiev - Dmitri Zatonski       | Avangard Omsk           |
| 2000-2001 | Aleksandr Korechkov- Ievgueni Korechkov - Iouri Kouznetsov      | Metallourg Magnitogorsk |
| 1999-2000 | Maksim Souchinski - Ravil Iakoubov - Dmitri Zatonski            | Avangard Omsk           |
| 1998-1999 | Aleksandr Korechkov- Ievgueni Korechkov - Ravil Gousmanov       | Metallourg Magnitogorsk |
| 1997-1998 | Andreï Tarassenko - Viatcheslav Bezoukladnikov - Iouri Zlov     | Lada Togliatti          |
| 1996-1997 | Sergueï Gomoliako - Andreï Koudinov - Igor Varitski             | Metallourg Magnitogorsk |
| 1995-1996 | Anatoli Iemeline - Ivan Svintsitski - Denis Metliouk            | Lada Togliatti          |
| 1994-1995 | Aleksandr Korechkov - Ievgueni Korechkov - Konstantin Chafranov | Metallourg Magnitogorsk |
| 1993-1994 | Boris Timofeïev - Raïl Mouftiev - Dmitri Denissov               | Salavat Ioulaïev Oufa   |
| 1992-1993 | Aleksandr Selivanov - Aleksandr Barkov - Alekseï Tkatchouk      | HK Spartak Moscou       |
| 1991-1992 | Oleg Petrov - Igor Tchibirev - Sergueï Vostrikov                | CSKA Moscou             |

### Meilleur gardien
| Saison    | Joueur                         | Équipe                    |
| --------- | ------------------------------ | ------------------------- |
| 2005-2006 | Fred Brathwaite                | Ak Bars Kazan             |
| 2004-2005 | Vitali Ieremeïev               | Dinamo Moscou             |
| 2003-2004 | Maksim Sokolov                 | Avangard Omsk             |
| 2002-2003 | Iegor Podomatski               | Lokomotiv Iaroslavl       |
| 2001-2002 | Iegor Podomatski               | Lokomotiv Iaroslavl       |
| 2000-2001 | Vadim Tarassov                 | Metallourg Novokouznetsk  |
| 1999-2000 | Vadim Tarassov                 | Metallourg Novokouznetsk  |
| 1998-1999 | Vadim Tarassov                 | Metallourg Novokouznetsk  |
| 1997-1998 | Iegor Podomatski               | Torpedo Iaroslavl         |
| 1996-1997 | Iegor Podomatski               | Torpedo Iaroslavl         |
| 1995-1996 | Vladimir Tikhomirov            | Salavat Ioulaïev Oufa     |
| 1994-1995 | Sergueï Abramov Alekseï Marine | Itil Kazan Lada Togliatti |
| 1993-1994 | Sergueï Abramov                | Itil Kazan                |

### Meilleur pointeur
| Saison    | Joueur                | Équipe                   |
| --------- | --------------------- | ------------------------ |
| 2005-2006 | Alekseï Morozov       | Ak Bars Kazan            |
| 2004-2005 | Maksim Souchinski     | Avangard Omsk            |
| 2003-2004 | Maksim Souchinski     | Avangard Omsk            |
| 2002-2003 | Tomáš Vlasák          | Avangard Omsk            |
| 2001-2002 | Maksim Souchinski     | Avangard Omsk            |
| 2000-2001 | Andreï Razine         | Metallourg Magnitogorsk  |
| 1999-2000 | Gueorgui Ievtioukhine | Metallourg Novokouznetsk |
| 1998-1999 | Ievgueni Korechkov    | Metallourg Magnitogorsk  |
| 1997-1998 | Andreï Tarassenko     | Lada Togliatti           |
| 1996-1997 | Nikolaï Borchtchevski | Spartak Moscou           |
| 1995-1996 | Anatoli Iemeline      | Lada Togliatti           |
| 1994-1995 | Dmitri Denissov       | Salavat Ioulaïev Oufa    |
| 1993-1994 | Dmitri Denissov       | Salavat Ioulaïev Oufa    |
| 1992-1993 | Alekseï Tkatchouk     | Spartak Moscou           |
| 1991-1992 | Roman Oksiouta        | Khimik Voskressensk      |

### Meilleur buteur
| Saison    | Joueur              | Équipe                  |
| --------- | ------------------- | ----------------------- |
| 2005-2006 | Alekseï Morozov     | Ak Bars Kazan           |
| 2004-2005 | Dmitri Zatonski     | Avangard Omsk           |
| 2003-2004 | Aleksandr Prokopiev | Avangard Omsk           |
| 2002-2003 | Iouri Dobrychkine   | Severstal Tcherepovets  |
| 2001-2002 | Andreï Kovalenko    | Lokomotiv Iaroslavl     |
| 2000-2001 | Aleksandr Golts     | Metallourg Magnitogorsk |
| 1999-2000 | Dmitri Zatonski     | Avangard Omsk           |

### Meilleur pointeur des séries éliminatoires
| Saison    | Joueur              | Équipe              |
| --------- | ------------------- | ------------------- |
| 2005-2006 | Alekseï Morozov     | Ak Bars Kazan       |
| 2004-2005 | Pavel Datsiouk      | Dinamo Moscou       |
| 2003-2004 | Aleksandr Prokopiev | Avangard Omsk       |
| 2002-2003 | Andreï Kovalenko    | Lokomotiv Iaroslavl |
| 2001-2002 | Maksim Souchinski   | Avangard Omsk       |
| 2000-2001 | Maksim Souchinski   | Avangard Omsk       |

### Joueur le plus courtois
| Saison    | Joueur                            | Équipe                              |
| --------- | --------------------------------- | ----------------------------------- |
| 2005-2006 | Rouslan Nourtdinov                | Metallourg Magnitogorsk             |
| 2004-2005 | Alekseï Tertychny Nikolaï Siomine | Metallourg Magnitogorsk CSKA Moscou |
| 2003-2004 | Sergueï Joukov                    | Lokomotiv Iaroslavl                 |
| 2002-2003 | Vadim Iepantchintsev              | Severstal Tcherepovets              |
| 2001-2002 | Dmitri Kvartalnov                 | Ak Bars Kazan                       |

### Meilleur débutant
| Saison    | Joueur                          | Équipe                        |
| --------- | ------------------------------- | ----------------------------- |
| 2005-2006 | Nikolaï Kouliomine              | Metallourg Magnitogorsk       |
| 2004-2005 | Iakov Rylov                     | HK Dinamo Moscou              |
| 2003-2004 | Ievgueni Malkine                | Metallourg Magnitogorsk       |
| 2002-2003 | Aleksandr Siomine               | Lada Togliatti                |
| 2001-2002 | Aleksandr Frolov                | Krylia Sovetov                |
| 2000-2001 | Kirill Koltsov Ilia Kovaltchouk | Avangard Omsk Spartak Moscou  |
| 1999-2000 | Ilia Bryzgalov                  | Lada Togliatti                |
| 1998-1999 | Vitali Vichnevski               | Torpedo Iaroslavl             |
| 1997-1998 | Artiom Tchoubarov               | Dinamo Moscou                 |
| 1996-1997 | Iegor Podomatski                | Torpedo Iaroslavl             |
| 1995-1996 | Sergueï Samsonov                | CSKA Moscou                   |
| 1994-1995 | Sergueï Goussev Alekseï Morozov | CSK VVS Samara Krylia Sovetov |
| 1993-1994 | Ievgueni Riabtchikov            | Molot Perm                    |
| 1992-1993 | Non décerné                     |                               |
| 1991-1992 | Non décerné                     |                               |

### Meilleur vétéran
| Saison    | Joueur             | Équipe                    |
| --------- | ------------------ | ------------------------- |
| 2005-2006 | Andreï Potaïtchouk | Khimik Moskovskaia Oblast |
| 2004-2005 | Valeri Kamenski    | Khimik Voskressensk       |
| 2003-2004 | Sergueï Ossipov    | Metallourg Magnitogorsk   |
| 2002-2003 | Aleksandr Semak    | HK Dinamo Moscou          |
| 2001-2002 | Alekseï Ameline    | Lokomotiv Iaroslavl       |
| 2000-2001 | Vladimir Tiourikov | HK Spartak Moscou         |

### Trophée Ironman
Ce prix récompense le joueur ayant disputé le plus de match au cours des trois dernières saisons.
| Saison    | Joueur              | Équipe                  |
| --------- | ------------------- | ----------------------- |
| 2005-2006 | Vitali Atiouchov    | Metallourg Magnitogorsk |
| 2004-2005 | Aleksandr Prokopiev | Avangard Omsk           |
| 2003-2004 | Dmitri Zatonski     | Avangard Omsk           |
| 2002-2003 | Andreï Soubbotine   | Avangard Omsk           |
| 2001-2002 | Dmitri Zatonski     | Avangard Omsk           |

### Meilleur entraîneur
| Saison    | Joueur                  | Équipe                 |
| --------- | ----------------------- | ---------------------- |
| 2005-2006 | Zinetoula Bilialetdinov | Ak Bars Kazan          |
| 2004-2005 | Vladimir Krikounov      | Dinamo Moscou          |
| 2003-2004 | Valeri Belooussov       | Avangard Omsk          |
| 2002-2003 | Sergueï Mikhaliov       | Severstal Tcherepovets |
| 2001-2002 | Vladimír Vůjtek         | Lokomotiv Iaroslavl    |

### But le plus rapide
Ce trophée est décerné au joueur ayant ouvert le score le plus rapidement.
| Saison    | Joueur                  | Équipe                  | Équipe                                                                 | Temps |
| --------- | ----------------------- | ----------------------- | ---------------------------------------------------------------------- | ----- |
| 2005-2006 | Dmitri Iouchkevitch     | Metallourg Magnitogorsk | 25 mars 2006, Lada Togliatti - Metallourg Magnitogorsk : 3-4           | 0:07  |
| 2004-2005 | Sergueï Konkov          | Neftekhimik Nijnekamsk  | 2 octobre 2004, Salavat Ioulaïev Oufa - Neftekhimik Nijnekamsk : 4-2   | 0:17  |
| 2003-2004 | Vladimir Tchebatourkine | Ak Bars Kazan           | 25 septembre 2003, Sibir Novossibirsk - Ak Bars Kazan : 3-4            | 0:08  |
| 2002-2003 | Aleksandr Ovetchkine    | Dinamo Moscou           | 6 mars 2003, Dinamo Moscou - Krylia Sovetov : 3-2                      | 0:11  |
| 2001-2002 | Aleksandr Prokopiev     | Avangard Omsk           | 2 décembre 2001, Avangard Omsk - Dinamo Moscou : 2-2                   | 0:10  |
| 2000-2001 | Aleksandr Semak         | Salavat Ioulaïev Oufa   | 23 novembre 2000, Salavat Ioulaïev Oufa - Torpedo Nijni Novgorod : 1-5 | 0:15  |
| 1999-2000 | Ievgueni Korechkov      | Metallourg Magnitogorsk |                                                                        |       |
| 1998-1999 | Roman Salnikov          | Neftekhimik Nijnekamsk  |                                                                        |       |
| 1997-1998 | Andreï Ptcheliakov      | Severstal Tcherepovets  |                                                                        |       |

### But le plus tardif
Ce trophée est décerné au joueur ayant ouvert le score le plus tardivement.
| Saison    | Joueur                          | Équipe                                | Équipe | Temps             |
| --------- | ------------------------------- | ------------------------------------- | --- | ----------------- |
| 2005-2006 | Ilia Gorokhov                   | Lokomotiv Iaroslavl                   | 26 mars 2006, Khimik Moskovskaïa Oblast - Lokomotiv Iaroslavl : 2-3 a.p.                                                                     | 69:23             |
| 2004-2005 | Jaromír Jágr                    | Avangard Omsk                         | 24 mars 2005, Metallourg Magnitogorsk - Avangard Omsk : 3-4 a.p.                                                                             | 68:29             |
| 2003-2004 | Vladimir Vorobiov Valeri Karpov | Dinamo Moscou Metallourg Magnitogorsk | 24 novembre 2003, Sibir Novossibirsk - Dinamo Moscou : 1-2 a.p. 13 février 2004, Severstal Tcherepovets - Metallourg Magnitogorsk : 1-2 a.p. | 64:59             |
| 2002-2003 | Igor Grigorenko                 | Lada Togliatti                        | 23 septembre 2002, Lada Togliatti - Ak Bars Kazan : 4-2                                                                                      | 59:59 (cage vide) |
| 2001-2002 | Stanislav Chalnov               | Avangard Omsk                         | 22 septembre 2001, Avangard Omsk - Salavat Ioulaïev Oufa : 4-4                                                                               | 59:59             |
| 2000-2001 | Vadim Brezgounov                | CSKA Moscou                           | 23 novembre 2000, CSKA Moscou - Neftekhimik Nijnekamsk : 2-2                                                                                 | 59:59             |

### Meilleur arbitre
Prix du sifflet d'or.
| Saison    | Joueur               | Ville             |
| --------- | -------------------- | ----------------- |
| 2005-2006 | Viatcheslav Boulanov | Moscou            |
| 2004-2005 | Viatcheslav Boulanov | Moscou            |
| 2003-2004 | Aleksandr Poliakov   | Moscou            |
| 2002-2003 | Mikhaïl Boutourline  | Moscou            |
| 2001-2002 | Mikhaïl Boutourline  | Moscou            |
| 2000-2001 | Leonid Vaïsfeld      | Moscou            |
| 1999-2000 | Sergueï Karabanov    | Moscou            |
| 1998-1999 | Leonid Vaïsfeld      | Moscou            |
| 1997-1998 | Leonid Vaïsfeld      | Moscou            |
| 1996-1997 | Viktor Iakouchev     | Saint-Pétersbourg |

### Meilleur manager
| Saison    | Joueur                 | Équipe                  |
| --------- | ---------------------- | ----------------------- |
| 2005-2006 | Chafagat Takhaoutdinov | Ak Bars Kazan           |
| 2004-2005 | Anatoli Khartchouk     | HK Dinamo Moscou        |
| 2003-2004 | Guennadi Velitchkine   | Metallourg Magnitogorsk |
| 2002-2003 | Iouri Iakovlev         | Lokomotiv Iaroslavl     |
| 2001-2002 | Iouri Iakovlev         | Lokomotiv Iaroslavl     |
| 2000-2001 | Guennadi Velitchkine   | Metallourg Magnitogorsk |
| 1999-2000 | Sergueï Sidorovski     | HK Dinamo Moscou        |
| 1998-1999 | Guennadi Velitchkine   | Metallourg Magnitogorsk |
| 1997-1998 | Guennadi Velitchkine   | Metallourg Magnitogorsk |